# 5時スタ
『5時スタ』（ごじスタ）は、2020年（令和2年）4月6日からテレビ愛知で月 - 金曜の夕方に放送されている11代目のローカルニュース番組。

## 概要
『ゆうがたサテライト』（テレビ東京制作、2020年3月30日から16:54 - 17:00の6分番組に変更）のローカルパートに代わる東海3県のローカルニュース番組として放送が開始された。

## 出演者
キャスター・リポーター共にテレビ愛知アナウンサー。

### メインキャスター
- 岡田愛マリー
- 石井俊大

### リポーター
- 相澤伸郎
- 上釜美憂（2023年4月から）
- 長江麻美
- このほか、番組HPには掲載されていないが報道記者の石垣英輔（元テレビ山梨アナウンサー）が現場からリポートしている。
- 長期休暇などでメインキャスターの石井・岡田が不在時には、リポーターとして出演するアナウンサーから1名が代理出演する。

## 過去の出演者

### リポーター
- 武田知沙（2022年9月まで）
- 天野なな実（2023年9月まで）

### コーナー
- 立浪和義
- 岩瀬仁紀

### 気象情報担当
- 上野高明（ウェザーマップ所属の気象予報士）
- 崎濱綾子（ウェザーマップ所属の気象予報士）　上野の夏季休暇中の代役として2020年11月11日 - 13日出演
- 木村滉（ウェザーマップ所属の気象予報士）　上野の夏季休暇中の代役として2021年11月10日 - 12日出演
- 谷川美咲（ウェザーマップ所属の気象予報士）　上野の夏季休暇中の代役として2024年10月16日 -18日出演

## 放送時間
いずれも日本標準時。
- 月曜 - 金曜 17:00 - 17:30
  - なお、16:59 - 17:00に『もうすぐ5時スタ』（番組編成上は直前番組『ゆうがたサテライト』のまま）と毎週金曜日の13:27 - 13:30に『ひるスタ天気』と題した予告編を放送。また、祝日は『5時スタHoliday』として15分短縮して10分間（17:00 - 17:10）放送し、岡田・石井に代わってリポーターとして出演するアナウンサー1名（相澤・武田・天野・長江）が務めることがある（毎週土・日曜日17:20 - 17:30の『TXNニュース』後半のローカルパートも同様の体制となっている）。2023年12月頃からは前述の予告編の放送が無くなり16:59 - 17:00の間はステブレCM（※マクドナルドの夜マックのCMとテレビ東京とマクドナルドの時報入りコラボCMも含む）が流れる。2020年5月25日から29日までは、ミニ番組『算数クイズ』が放送されるため、17:21終了の21分に4分短縮し、17:00 - 17:21になった。
  - 2021年10月4日週よりは、10月改編に伴い、月曜 - 水曜は17:30まで5分拡大して放送。
  - 2022年4月4日週よりは、4月改編に伴い、木・金曜も、月曜 - 水曜と同様に17:30まで5分拡大して放送。それにより、全曜日は、17:00 - 17:30までの30分の放送となる。
  - 同年10月3日から2024年3月29日までの間は、17:26 - 17:30にテレビ愛知開局40周年記念番組「乃木坂46 佐藤楓 音色遺産〜愛知69市区町村の音集め〜」（2月23日まで）と「JEMTCスペシャル 5時スタ増刊号 ドラゴンズ勇龍突進宣言」（2月26日から3月29日まで）の放送に伴い、17:26までの26分の放送となっていた。

### 過去の放送時間
| 期間                           | 月曜 - 水曜   | 木曜・金曜    |
| ------------------------------ | ------------- | ------------- |
| 2020年4月6日 - 2020年5月22日   | 16:59 - 17:25 | 16:59 - 17:25 |
| 2020年5月25日 - 2020年5月29日  | 16:59 - 17:21 | 16:59 - 17:21 |
| 2020年6月1日 - 2021年10月1日   | 16:59 - 17:25 | 16:59 - 17:25 |
| 2021年10月4日 - 2022年4月1日   | 16:59 - 17:30 | 16:59 - 17:25 |
| 2022年4月4日 - 2022年9月30日   | 16:59 - 17:30 | 16:59 - 17:30 |
| 2022年10月3日 - 2023年11月30日 | 16:59 - 17:26 | 16:59 - 17:26 |
| 2023年12月1日 - 2024年3月29日  | 17:00 - 17:26 | 17:00 - 17:26 |

## 主なコーナー
感動カンパニー
こだわりの製品開発、および現場で発見した顧客との交流を紹介する。
深掘りタイムズ
記者によって発見された東海地方の問題や話題を取材する。
定点カンソク!
人間模様ドキュメンタリーコーナー。
大須ライブ
大須からの生中継で最新の流行やスポットを紹介する。
きょうのトップニュース
当日の一番気になるニュースについて、暮らしに密着した上で詳しく伝える。
ドラズバ!
立浪や岩瀬をはじめとするテレビ愛知解説陣が中日ドラゴンズの話題を紹介する。
ざわつきライブ!
旬のスポットから生中継で「すぐに行ってみたい！やってみたい！」といった内容を紹介する。
直撃!くらしタイムズ
岡田・石井が暮らしに役立つ情報を紹介する。
おかわり天気予報
上野が伝える天気コーナー。天気に関して募集された質問を上野が答える。